# Korfbal 1980-1981
Korfbalseizoen 1980-1981 is het elfde seizoen van de gezamenlijke korfbalbond KNKV. In dit seizoen telt de veldcompetitie een Hoofdklasse waarbij elk team 18 wedstrijden speelt en in de zaalcompetitie zijn twee Hoofdklassen waarbij elk team 14 wedstrijden speelt.

## Veldcompetitie KNKV
In seizoen 1980-1981 was de hoogste Nederlandse veldkorfbalcompetitie in de KNKV de Hoofdklasse; een poule met tien teams. Het kampioenschap is voor het team dat na 18 competitiewedstrijden de meeste wedstrijdpunten heeft verzameld. Een play-off systeem was niet van toepassing. Enkel bij een gedeelde eerste plaats zou er een beslissingswedstrijd gespeeld moeten worden. De onderste twee ploegen degraderen.
Hoofdklasse Veld
| pos | club           | gs | w  | g | v  | pnt | dv  | dt  | dt  |
| --- | -------------- | -- | -- | - | -- | --- | --- | --- | --- |
| 1.  | PKC            | 18 | 13 | 3 | 2  | 29  | 200 | 159 | +41 |
| 2.  | Deetos         | 18 | 10 | 3 | 5  | 23  | 175 | 145 | +30 |
| 3.  | Allen Weerbaar | 18 | 10 | 3 | 5  | 23  | 155 | 140 | +15 |
| 4.  | ROHDA          | 18 | 10 | 2 | 6  | 22  | 152 | 123 | +29 |
| 5.  | DOS'46         | 18 | 8  | 1 | 9  | 17  | 127 | 136 | -9  |
| 6.  | Fortuna        | 18 | 7  | 3 | 8  | 17  | 139 | 150 | -11 |
| 7.  | LUTO           | 18 | 6  | 4 | 8  | 16  | 129 | 145 | -16 |
| 8.  | AKC Blauw-Wit  | 18 | 7  | 1 | 10 | 15  | 118 | 127 | -11 |
| 9.  | Archipel       | 18 | 4  | 3 | 11 | 11  | 116 | 134 | -18 |
| 10. | Dalto          | 18 | 3  | 1 | 14 | 7   | 116 | 168 | -52 |

| Veldkampioen van Nederland 1981 |
| ------------------------------- |
| PKC                             |

## Zaalcompetitie KNKV
In seizoen 1980-1981 was de hoogste Nederlandse zaalkorfbalcompetitie in de KNKV de Hoofdklasse; twee poules met elk acht teams. Het kampioenschap is voor de winnaar van de kampioenswedstrijd, waarin de kampioen van de Hoofdklasse A tegen de kampioen van de Hoofdklasse B speelt.
 Hoofdklasse A
| pos | club          | gs | w | g | v | pnt | dv  | dt  | dt  |
| --- | ------------- | -- | - | - | - | --- | --- | --- | --- |
| 1.  | Deetos        | 14 | 9 | 4 | 1 | 22  | 176 | 132 | +44 |
| 2.  | AKC Blauw-Wit | 14 | 6 | 4 | 4 | 16  | 131 | 122 | +9  |
| 3.  | SCO           | 14 | 6 | 4 | 4 | 16  | 149 | 140 | +9  |
| 4.  | Steeds Hoger  | 14 | 7 | 2 | 5 | 16  | 155 | 147 | +8  |
| 5.  | Archipel      | 14 | 6 | 2 | 6 | 14  | 128 | 123 | +5  |
| 6.  | LUTO          | 14 | 4 | 3 | 7 | 11  | 119 | 139 | +20 |
| 7.  | Deto          | 14 | 3 | 3 | 8 | 9   | 124 | 144 | -20 |
| 8.  | Dalto         | 14 | 3 | 2 | 9 | 8   | 115 | 150 | -35 |

Hoofdklasse B
| pos | club           | gs | w  | g | v  | pnt | dv  | dt  | dt  |
| --- | -------------- | -- | -- | - | -- | --- | --- | --- | --- |
| 1.  | Allen Weerbaar | 14 | 11 | 2 | 1  | 24  | 185 | 138 | +47 |
| 2.  | PKC            | 14 | 8  | 2 | 4  | 18  | 162 | 135 | +27 |
| 3.  | Fortuna        | 14 | 7  | 4 | 3  | 15  | 152 | 133 | +19 |
| 4.  | DOS'46         | 14 | 6  | 3 | 5  | 15  | 169 | 149 | +20 |
| 5.  | LDO            | 14 | 6  | 3 | 5  | 15  | 148 | 143 | +5  |
| 6.  | Ons Eibernest  | 14 | 5  | 2 | 7  | 12  | 139 | 163 | -14 |
| 7.  | HKV            | 14 | 3  | 2 | 9  | 8   | 140 | 163 | -23 |
| 8.  | PSV            | 14 | 0  | 2 | 12 | 2   | 114 | 185 | -71 |

De finale werd gespeeld op zaterdag 14 maart 1981 in de Sporthallen Zuid in Amsterdam.
| Hoofdklasse Finale |                |    |
|                    |                |    |
| A1                 | Deetos         | 9  |
| B1                 | Allen Weerbaar | 10 |

Na de reguliere speeltijd was de stand 7-7. Er moest een verlenging worden gespeeld. Daarin won Allen Weerbaar met 10-9.
| Zaalkampioen van Nederland 1981 |
| ------------------------------- |
| Allen Weerbaar                  |

## Prijzen
| Award           | Winnaar           | Club           |
| --------------- | ----------------- | -------------- |
| Beste Speler    | Loek van den Boog | Allen Weerbaar |
| Beste Speelster | Rini van der Laan | LUTO           |